# Torrente 5: Operación Eurovegas
Pour les articles homonymes, voir Torrente.
Pour plus de détails, voir Fiche technique et Distribution.
Torrente 5: Operación Eurovegas est un film espagnol réalisé par Santiago Segura, sorti en 2014.
Il s'agit du cinquième film de la série Torrente.

## Fiche technique
Sauf indication contraire, les informations mentionnées dans cette section peuvent être confirmées par la base de données cinématographiques IMDb,  présente dans la section « Liens externes ».
- Titre original : Torrente 5: Operación Eurovegas
- Titre international : Torrente 5
- Réalisation : Santiago Segura
- Scénario : Santiago Segura
- Musique : Roque Baños	et Alex Martinez
- Montage : Fran Amaro
- Costumes : Cristina Rodríguez
- Sociétés de production : Antena 3 Films, Telefonica Studios, Canal+ España, Ono et Amiguetes Entertainment
- Société de distribution : Sony Pictures Releasing (Espagne), FilmSharks International (international)
- Pays :  Espagne
- Langue : espagnol
- Genre : comédie
- Durée : 105 minutes
- Date de sortie : 3 octobre 2014

## Distribution
- Santiago Segura / José Luis Torrente.
- Angy Fernández / Chiqui.
- Julián López / "El Cuco"
- Neus Asensi / Amparito.
- Carlos Areces / Ricardo Martín Lafuente "Ricardito".
- Bigotes y Dientes / Bigotes y Dientes.
- Jesulín de Ubrique / Jesusín
- Chus Lampreave / "la Reme" (tía de Amparito)
- Tomás Roncero / entraineur de la sélection de Catalogne.
- Jorge D'Alessandro entraineur de la sélection d'Argentine
- Josep Pedrerol.
- Xavier Deltell.
- Señor Barragán / Manolito Barragán
- Leonardo Dantés.
- Alec Baldwin / John Marshall.
- Anna Simon / La Paqui
- María José Campanario / miséreuse dans le cimetièr.
- Fernando Esteso / Ramiro Cuadrado
- Florentino Fernández / Genaro Martín Lafuente (Hermano de Ricardito)
- El Langui / Cabañas.
- Jimmy Barnatán / acrobate nain
- Cañita Brava / Antoñito
- Pablo Motos / Agent de sécurité d'Eurovegas
- Leo Harlem / surveillant caméras
- Silvia Abril / Encarni
- Andreu Buenafuente / Manolo (Marido de Encarni)
- Chiquito de la Calzada /  surveillant caméras II
- Víctor Sandoval. Agent de sécurité d'Eurovegas
- Paco Collado. Agent de sécurité d'Eurovegas
- José Mota. Agent de sécurité d'Eurovegas
- Imanol Arias / Agent de sécurité de l'aéroport
- Calma Segura (hija de Santiago Segura).Niña tejedora explotada
- Andrés Pajares. /réceptionniste
- El Gran Wyoming. Agent de sécurité de l'aéroport
- Ricardo Darín.Tutoriel sur comment piloter un Boeing 747
- Josema Yuste. Directeur Eurovegas.
- Falete.Ayudante en el Atraco
- El Hombre de Negro. Seguridad de Eurovegas
- Joaquín Sabina (Canción de los créditos finales)
- Mónica Naranjo (Tema principal "Eurovegas")
- Raymond Pozo (Actor dominicano que aparece en la escena final de la película)
- Miguel Céspedes (Actor dominicano que aparece también en el final)
- Rafael Mora interprète a Rafa Mora
- Rubén Doblas Gundersen (elrubiusOMG) Aficionado que sale celebrando el gol de Argentina en la grada
- Miguel Ángel Rogel (mangelrogel) Aficionado que sale celebrando el gol de Argentina en la grada
- Guillermo Díaz (Willyrex) Aficionado que sale celebrando el gol de Argentina en la grada
- Ismael Prego (Wismichu) Aficionado que sale celebrando el gol de Argentina en la grada